# Monte la Torre
Monte la Torre es una localidad de España. Pertenece al municipio de Ampudia, en la Provincia de Palencia, comunidad autónoma de Castilla y León.

## Geografía
En la comarca de Tierra de Campos, al sur de la provincia, con acceso desde la localidad vecina de Rayaces, a 1 km de distancia,  situada en la carretera  autonómica  P-901   de Palencia a Ampudia.
Corresponde a la zona sur del municipio, colindante con la provincia de Valladolid (Quintanilla de Trigueros), donde antaño había más de 15,000 cabezas de ganado lanar que se crían en la parte que corresponde del monte de Torozos que abunda de venados, jabalíes y demás caza mayor y menor.

## Demografía
Evolución de la población en el siglo XXI
| Gráfica de evolución demográfica de Monte la Torre entre 2000 y 2020 |
|                                                                      |
| Población de derecho (2000-2020) según el padrón municipal del INE   |